# Dendrobium lindleyi
Espèce
Dendrobium lindleyi est une espèce d'orchidées du genre Dendrobium.